# 德庆格桑颇章

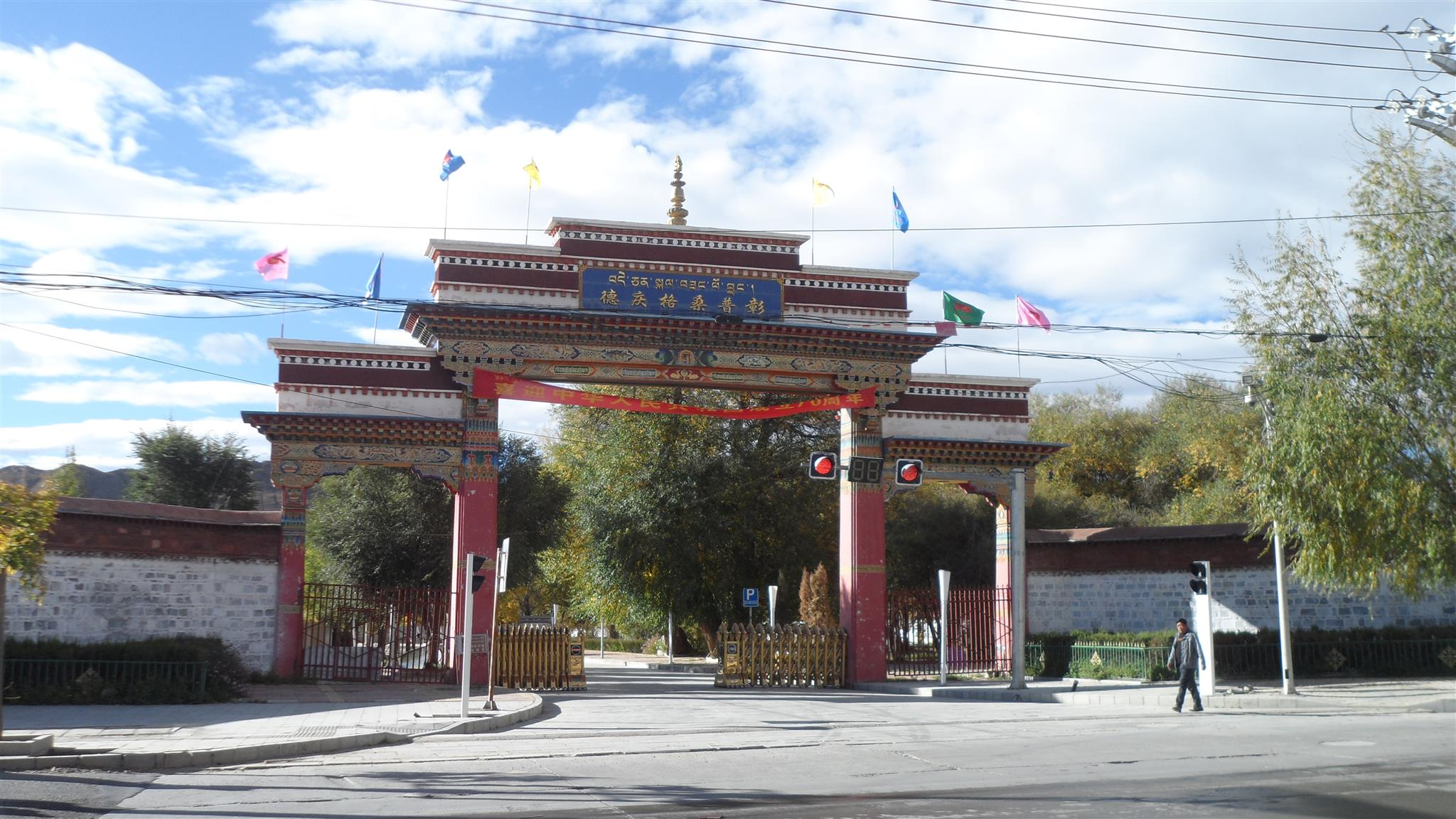
班禅新宫

德庆格桑颇章（藏語：བདེ་ཆེན་བསྐལ་བཟང་ཕོ་བྲང，威利转写：bde chen bskal bzang pho brang，藏语拼音：Dêqên Gaisang Pochang）位于中国西藏自治区日喀则市桑珠孜区，是班禅额尔德尼的夏宫。

## 历史
班禅额尔德尼的夏宫原建于贡觉林卡（东风林卡），叫贡觉林宫。1954年，贡觉林宫遭洪水冲毁。根据总理周恩来的指示，中华人民共和国拨出专款50万元，修建了德庆格桑颇章。德庆格桑颇章相对于贡觉林宫又称作“新宫”。1989年，十世班禅在德庆格桑颇章圆寂。德庆格桑颇章已被列为西藏自治区文物保护单位。
雪林多吉颇章（位于拉萨市）、德庆格桑颇章由中华人民共和国中央人民政府拨款5000多万元修建和重建，于2004年10月动工。2006年，在施工过程中，十一世班禅曾到雪林多吉颇章、德庆格桑颇章视察工程进展情况。

## 建筑
德庆格桑颇章位于日喀则城西。其主体建筑内，有班禅额尔德尼的起居室、办公室，大小经堂五间，佛像一百多尊。德庆格桑颇章的建筑风格结合了传统及现代。德庆格桑颇章院内遍布树木、花草。德庆格桑颇章内藏有许多西藏文物及艺术品，以《八思巴觐见忽必烈》壁画尤为精美。